# Rodez (marque fromagère)
Pour les articles homonymes, voir la ville de Rodez et le quartier du Vieux-Rodez.
Rodez ou Formaggio Rodez, aussi appelée Vieux-Rodez ou tomme de Rodez, est une marque déposée,, identifiant commercialement des fromages industriels de lait cru  et écrémé pasteurisé de vache. Cette marque appartient au Groupe Lactalis. Les laits sont transformés en fromage par la Société fromagère de Rodez, une usine laitière située dans la zone industrielle de Cantaranne à Onet-le-Château dans l'Aveyron en France. Le nom est utilisé depuis 1991 et la marque déposée depuis 1994, le fromage ayant été appelé par d'autres noms auparavant.
La fabrication annuelle de ces fromages est de 2 200 t, représentant environ 700 000 tommes en 2022.
Ces fromages sont peu connus et consommés en France car ils sont majoritairement exportés vers la région des Pouilles dans le sud de l'Italie,, à la suite d'échanges intervenus à partir des années 1960 ou 1970 entre des acheteurs italiens souhaitant se procurer un fromage au goût proche du parmesan, mais moins coûteux, et des producteurs de l'Aveyron,.

## Historique
Cette marque était originellement la propriété de Valmont, ancienne filiale de la Société des caves et producteurs réunis de Roquefort (SCPR).